# Paracyclops novenarius
Paracyclops novenarius – gatunek widłonoga z rodziny Cyclopidae. Nazwa naukowa tego gatunku skorupiaków została opublikowana w 1987 roku przez amerykańską biolog Janet W. Reid z Smithsonian Institution, National Museum of Natural History w Waszyngtonie.